# Václav Glazar
Václav Glazar (9. října 1952 Praha – 11. července 2018 Mělník) byl český filmový a divadelní herec, dramaturg, scenárista a kabaretiér.

## Život
Narodil se v Praze a jeho původním povoláním byl chov ušlechtilých psů a poštovní doručování. Od roku 1990 byl dramaturg a scenárista.
Svou původní profesi vykonával nejprve v tvůrčí skupině Čestmíra Kopeckého v České televizi a poté se podílel na zábavných pořadech TV Prima.
V roce 2003 založil s Jiřinou Kottovou a Jaroslavem Čejkou v Praze kabaret Srdce a kámen. Působil zde jako umělecký režisér, konferenciér, herec i zpěvák. Sám pak také účinkoval v některých televizních a filmových rolích.
Netajil se tím že byl homosexuál. Ve 13 letech ho znásilnil farář.
Poprvé se objevil před kamerou v roce 2002 ve filmu Rok ďábla. Následně jej do své trilogie založené na známých anekdotách s názvem Kameňák obsadil režisér Zdeněk Troška a zahrál si i ve filmu Skeletoni.
Dne 11. července 2018 zemřel na zástavu srdce.

## Filmografie

### Filmy
- 2002 – Rok ďábla
- 2003 – Kameňák
- 2004 – Kameňák 2
- 2005 – Kameňák 3
- 2007 – Skeletoni

### Televizní filmy
- 2005 – Vichřice mezi životem a smrtí

### Seriály
- 2002 – Příběhy slavných